# 广佛环线
广佛环线是运行于广州和佛山之间的城际铁路环线，由东环、西环和南环三段组成。线路由广州地铁集团旗下的广东城际铁路运营有限公司运营，是中国大陆首个由地方自行运营的城际铁路。
广佛环线分为多个项目进行建设：
- 东环段连接广州北站附近的花都站和广州南站附近的番禺站，其中花都－竹料段属新白广城际的一部分，未来将与穗深城际共线运营；当中花都－白云机场北段在部分媒体的报道中又称北环段，已于2020年11月30日以“广州东环城际”的名义开通，剩余段仍在建设中[3]。
- 南环段连接番禺站和佛山西站，于2024年5月26日开通运营，与广肇城际、广惠城际贯通运营。[4]
- 西环段连接佛山西站和花都站，其可行性研究报告和环评报告已获批复，并于2022年9月28日正式动工。[5]

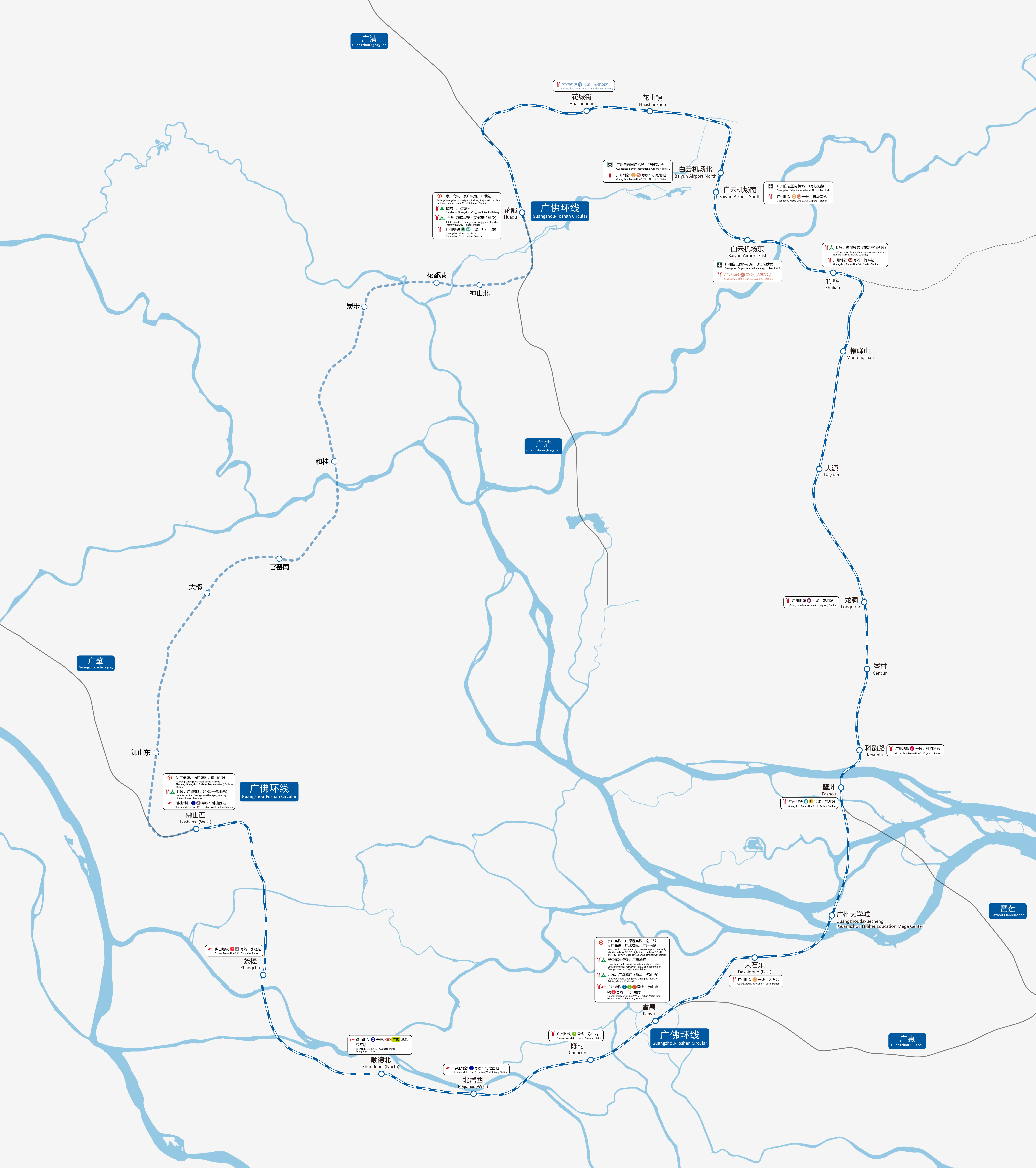
广佛环线实际走向图，含已运营的北环和南环、在建的东环和西环

## 历史

### 广州地铁20号线
原有规划为广州地铁20号线，路线为清流至滘口，途经低涌、番禺客运站、钟村、市桥、沙头、广州南站、东沙和芳村。
在后来的规划中，这条线路被取消；同时原规划新客站（现广州南站）至琶洲的21号线改为20号线。
后续规划里该地铁线路已被取消，线位作为广佛环线的東南半環使用。

### 东环段
2015年12月26日，新塘经白云机场至广州北工程（即新白广城际）正式开工，广佛东环花都至竹料段由该工程建设。2016年12月26日，广佛东环广州南（现番禺）至竹料段正式开工建设。琶洲站则由广州地铁11号线工程代建。
广州南至白云机场段首座桥墩于2017年10月20日在钟落潭镇建成，首台盾构于2018年6月30日在广州南－大石区间始发。2020年9月，广佛东环大纲领走行线特大桥实现贯通。至此，全线所有桥梁的主体工程完成施工。2020年11月15日，飞来岭隧道顺利贯通，为该段线路首条贯通的隧道。
2020年11月30日，花都站至白云机场北站段以广州东环城际的名义开通运营。该段全长22.6公里，共设4个车站，开通初期与广清城际贯通运营。
2021年7月25日，竹料存车场开始铺轨工作。9月23日，东环最后一块无砟轨道整体道床板的浇筑完成，全线首段无砟道床完工。
2022年5月7日，琶金区间（琶洲站至金融城站）盾构双线顺利下穿珠江前航道，标志着东环段完成了全部穿江越海风险点。
2022年6月30日，大石站至科学中心站实现双线贯通，该区间为广佛东环首个双线贯通的区间。
2022年10月30日，智慧城站实现主体结构封顶，至此广佛东环广州南至竹料段工程的7座车站已全部封顶。2023年4月，琶洲站实现主体结构封顶，标志着东环段所有车站均已封顶。
2023年底，全线最长的盾构隧道——大源站-太和站区间下行线贯通。2024年8月，大源站至太和站区间上行线贯通，至此东环段全线洞通。2025年1月，东环段完成铺轨。
2025年4月1日，东环段开始静态验收工作。5月14日，东环段接触网开始送电。5月30日，东环段完成热滑试验，同时各车站移交“三权”至运营方。6月初，本线完成接入番禺站和白云机场北站的施工。7月25日，通过初步验收；同月31日，完成安全评估。

### 南环段
2013年7月，广东省人民政府、中国铁路总公司批复了广佛环线佛山西站至广州南站段初步设计。同年11月，线路开工。
2017年4月9日，广佛环线首个系杆拱桥顺利合龙；11月30日，广佛环线潭州水道特大桥合龙。
2018年3月25日，南环段正式开始铺轨前期作业。正式的轨道铺设工作于2021年4月13日开始进行，2021年8月基本完工。
2020年8月17日，南环段车站定名。
2021年4月28日，番禺站顺利通过广州市住建局的消防验收，为全线首个取得消防验收合格意见书的车站。6月12日，南环段接触网全线贯通。10月19日，南环段全线冷滑完成。
2022年5月7日，南环段全线通过消防验收。
2023年10月27日，南环段接触网开始送电。11月4日，完成钢轨打磨。12月11日，完成全线热滑试验。12月22日，完成全线三座特殊结构桥梁的静载试验及有砟轨道轧道。
2024年2月22日，南环段通过静态验收，进入动态验收阶段。3月26日，南环段开始试运行。
2024年4月23日至25日，南环段与佛莞城际开展运营安全评估。
2024年5月22日，广东城际公司获得广肇城际佛山西站（不含）至番禺站段的运营许可。同月26日12时，南环段正式开通运营。

### 西环段
2021年11月26日，西环段可行性研究报告获广东省发改委批复。
2022年4月20日，西环段环评报告获广东省生态环境厅批复。5月31日，西环段初步设计获广东省交通运输厅批复。
2022年6月22日，广东广佛西环城际铁路有限公司成立，由佛山铁投集团持股69.25%、广州地铁集团持股30.75%。项目预计同年9月底开建。
2022年9月28日，西环段正式动工。首两台盾构机于2023年6月30日分别于狮山1、2号盾构井同时始发。2024年6月17日，作为该段唯一一座地下车站，狮山东站开始主体结构施工。
2024年8月30日，狮山1号隧道右线盾构完成掘进，成为全线首个贯通的盾构区间，项目土建工程累计完成48%。10月18日，狮山东站主体结构封顶。12月6日，西环段的盾构区间隧道全部贯通。

## 車站及接駁路綫
| 站名                                     | 特快/快车 | 换乘路线                                                                        | 所在區域 | 所在區域 | 啟用日期       |
| ---------------------------------------- | --------- | ------------------------------------------------------------------------------- | -------- | -------- | -------------- |
| 东环段（广州东环城际）                   |           |                                                                                 |          |          |                |
| 花都－竹料段与穗深城际（新白广城际）共线 |           |                                                                                 |          |          |                |
| 花都                                     |           | 广清城际、穗深城际 广州北站 ：广州地铁9号线、广州地铁24号线                     | 廣州市   | 花都區   | 2020年11月30日 |
| 花城街                                   |           | 花城街站：广州地铁18号线                                                        | 廣州市   | 花都區   | 2020年11月30日 |
| 花山镇                                   |           |                                                                                 | 廣州市   | 花都區   | 2020年11月30日 |
| 白云机场北                               |           | 机场北站：广州地铁3号线、广州地铁22号线                                         | 廣州市   | 花都區   | 2020年11月30日 |
| 白云机场南                               |           | 机场南站：广州地铁3号线、广州地铁22号线                                         | 廣州市   | 花都區   | 预计2025年     |
| 白云机场东                               |           | 机场东站：广州地铁22号线                                                        | 廣州市   | 白雲區   | 预计2025年     |
| 竹料                                     |           | 穗深城际（镇龙、新塘南方向） 竹料站：广州地铁14号线                             | 廣州市   | 白雲區   | 预计2025年     |
| 帽峰山                                   |           |                                                                                 | 廣州市   | 白雲區   | 预计2025年     |
| 大源                                     |           |                                                                                 | 廣州市   | 白雲區   | 预计2025年     |
| 龙洞                                     |           | 龙洞站：广州地铁6号线                                                           | 廣州市   | 天河區   | 预计2025年     |
| 岑村                                     |           |                                                                                 | 廣州市   | 天河區   | 预计2025年     |
| 科韵路                                   |           | 科韵路站：广州地铁5号线                                                         | 廣州市   | 天河區   | 预计2025年     |
| 琶洲                                     |           | 琶莲城际 琶洲站：广州地铁8号线、广州地铁11号线、广州地铁28号线                  | 廣州市   | 海珠區   | 预计2025年     |
| 广州大学城                               |           |                                                                                 | 廣州市   | 番禺區   | 预计2025年     |
| 大石东                                   |           | 大石站：广州地铁3号线                                                           | 廣州市   | 番禺區   | 预计2025年     |
| 南环段（广肇城际共线段）                 |           |                                                                                 |          |          |                |
| 番禺                                     | ●         | 广惠城际 广州南站 ：广州地铁2号线、广州地铁7号线、广州地铁22号线、佛山地铁2号线 | 广州市   | 番禺区   | 2024年5月26日  |
| 陈村                                     | ｜        | 陈村站：广州地铁7号线                                                           | 佛山市   | 順德區   | 2024年5月26日  |
| 北滘西                                   | ｜        | 北滘西站：佛山地铁3号线                                                         | 佛山市   | 順德區   | 2024年5月26日  |
| 顺德北                                   | ｜        | 广佛江珠城际 东平站：广佛地铁、佛山地铁3号线、广州地铁28号线                    | 佛山市   | 順德區   | 2024年5月26日  |
| 张槎                                     | ｜        | 张槎站：佛山地铁2号线、佛山地铁4号线                                            | 佛山市   | 禅城區   | 2024年5月26日  |
| 佛山西                                   | ●         | 广肇城际（肇庆方向） 佛山西站 ：佛山地铁3号线、佛山地铁4号线                    | 佛山市   | 南海區   | 2024年5月26日  |
| 西环段                                   |           |                                                                                 |          |          |                |
| 狮山东                                   |           |                                                                                 | 佛山市   | 南海區   | 建设中         |
| 大榄                                     |           |                                                                                 | 佛山市   | 南海區   | 建设中         |
| 官窑南                                   |           |                                                                                 | 佛山市   | 南海區   | 建设中         |
| 和桂                                     |           |                                                                                 | 佛山市   | 南海區   | 建设中         |
| 炭步                                     |           |                                                                                 | 廣州市   | 花都区   | 建设中         |
| 花都港                                   |           |                                                                                 | 廣州市   | 花都区   | 建设中         |
| 神山北                                   |           |                                                                                 | 廣州市   | 白云区   | 建设中         |
| ↓接回东环段花都站                        |           |                                                                                 |          |          |                |
| 註釋                                     |           |                                                                                 |          |          |                |
| - 所有以斜体标识的线路和车站均未开通。   |           |                                                                                 |          |          |                |

### 站内配线与站台形式
| 配线分类 | 1台2面2线（1岛式站台2到发线）                                                                      | 1台2面4线（1岛式站台2到发线+越行线） | 2台4面4线（2岛式站台2到发线+越行线） | 2台2面2线（2侧式站台2到发线）                                          | 2台2面4线（2侧式站台2到发线+越行线） |
| 结构图   | |                                      |                                      |                                                                        |                                      |
| 采用站   | 白云机场北站、白云机场南站、白云机场东站、帽峰山站、龙洞站、科韵路站、大石东站、顺德北站、狮山东站 | 大源站、岑村站、广州大学城站         | 和桂站                               | 花城街站、陈村站、张槎站、大榄站、官窑南站、炭步站、花都港站、神山北站 | 北滘西站、花山镇站                   |

## 行车安排
南环段开通前，曾有计划采用4节车厢列车。开通后，目前在正常情况下仍使用8节编组列车运营，4节编组列车被用于在客流高峰时期上线运营以协助疏导客流。
南环段开通后，与广惠城际、广肇城际贯通运营，全线采用“站站停+大站快车”公交化运营模式，并执行“肇庆站-小金口站”和“佛山西站-小金口站”交路。

## 争议

### 南环段开通延宕
南环段于2020年已基本建成，但因运营权交割等一系列问题毫无进展，导致线路开通时间一拖再拖。在广东省审计厅发布的2022年度审计报告中，点名涉及项目总投资310亿元的广佛南环城际和佛莞城际完工长达两年仍未投入运营，未及时发挥经济社会效益。2023年，在广东省政府和国家发改委的协调下，珠三角城际与广州局集团达成“9月底实现南环接入佛山西站”的目标，相关接入工作于2023年9月14日正式展开。最终于2024年5月26日，南环段正式开通运营。